# Ermita de Nuestra Señora de la Natividad (Méntrida)
La Ermita de Nuestra Señora de la Natividad es un templo católico ubicado en Méntrida, construido en torno a 1645 (siglo XVII) y consagrado en el año 1645. Se ubica a poca distancia de la población, en los aledaños del camino del Prado, se levanta sobre el mismo lugar donde se hallaba la primitiva iglesia parroquial de Santa María.

## Descripción
El templo tiene un estilo renacentista-gótico está formado de una sola nave constituida por el presbiterio , un pequeño crucero y tres tramos hacia el piecero que alberga, a su vez, el coro.
Tiene dos fachadas, una norte y una sur, en la fachada sur el dintel de la puerta esta coronado por la siguiente inscripción “AÑO 1645 IHS MARIA JOSEPH”.
En el interior se venera la sagrada imagen de Nuestra Señora de la Natividad, patrona de la Villa de Méntrida.